# John Mason Gulland

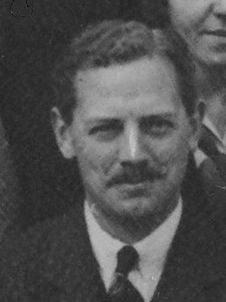
John Mason Gulland

John Mason Gulland (* 14. Oktober 1898 in Edinburgh; † 26. Oktober 1947 in Goswick, Northumberland) war ein britischer Biochemiker.
Gulland war der Sohn eines Medizinprofessors und studierte ab 1917 Chemie an der Universität Edinburgh mit dem Abschluss 1921. Danach war er bei Robert Robinson in Manchester und arbeitete an der Aufklärung der Struktur von Alkaloiden wie Morphin mit. 1924 wurde er Assistent in Oxford und 1925 wurde er an der University of Dundee promoviert und war ab 1926 Dozent in Oxford. 1929 erhielt er einen D.Sc. der Universität Edinburgh. 1931 wurde er Biochemiker am Lister-Institut in London und Dozent an der Universität London. 1936 wurde er Professor an der University of Nottingham. 1947 gab er sein Lehramt auf und wurde Forschungsdirektor des Institute of Brewing. 1927 wurde er zum Fellow der Royal Society of Edinburgh gewählt.
Er befasste sich mit Oxytocin und später mit Nukleinsäuren, wobei er physikochemische Methoden wie elektrometrische Titration und Spektroskopie einsetzte. Seine Beiträge zur Aufklärung verschiedener Aspekte der chemischen Struktur der Nukleinsäuren war wichtig für die spätere räumliche Strukturaufklärung der DNA-Doppelhelix durch James Watson und Francis Crick.
John Mason Gulland starb im Eisenbahnunfall von Goswick.